# 사키스 루바스
아나스타시오스 "사키스" 루바스( Αναστάσιος "Σάκης" Ρουβάς, 1972년 1월 5일~ )는 그리스의 레코드 아티스트, 영화 및 텔레비전 아티스트, 사업가이다. 그는 그리스의 가장 성공적이고 영향력 있는 예능인 가운데 한 명이다.

## 추가 문헌
- Stavrou Karayanni, Stavros (2004). 《Dancing Fear & Desire: Race, Sexuality and Imperial Politics in Middle Eastern Dance》. Wilfrid Laurier University Press. ISBN 0-88920-454-3.

## 같이 보기
- 대중음악의 별명 목록